# Cao Yuan
Cao Yuan (chinesisch 曹緣, Pinyin Cáo Yuán; * 7. Februar 1995 in Peking) ist ein chinesischer Wasserspringer, der im Kunst- und Turmspringen antritt.
Den Durchbruch im Erwachsenenbereich schaffte Cao im Jahr 2010. Zunächst gewann er vom 10-m-Turm seinen ersten nationalen Titel, einen Monat später startete er bei den Asienspielen in Guangzhou und gewann im Einzelwettbewerb vom Turm überlegen die Goldmedaille. In den beiden folgenden Jahren konnte Cao vor allem im 10-m-Synchronspringen überzeugen. Mit seinem Partner Zhang Yanquan gewann er zahlreiche Wettbewerbe im Rahmen des FINA-Diving-Grand Prix und zudem den Weltcup 2010 in Changzhou und 2012 in London. Daraufhin wurde das Paar für die Olympischen Spiele 2012 in London nominiert und gewannen als klarer Favorit die Goldmedaille im Synchronspringen vom 10-m-Turm.
Cao springt vom Turm ein Programm mit hohem Schwierigkeitsgrad. Bei den nationalen Meisterschaften im Jahr 2010 zeigte er als einer der ersten Wasserspringer vom Turm einen 2 ½ Auerbachsalto mit 3 Schrauben gehechtet mit einem Schwierigkeitsgrad von 3,8. Im Synchronspringen gab die heimische Presse Cao und Zhang bereits vor ihrem Olympiasieg den Spitznamen Dreamteam.
Bei den Olympischen Sommerspielen 2016 in Rio de Janeiro gewann Cao gemeinsam mit Qin Kai die Bronzemedaille im Synchronspringen vom 3-Meter-Brett, hinter den britischen Olympiasiegern Jack Laugher und Christopher Mears sowie den US-Amerikanern Michael Hixon und Sam Dorman. Im Kunstspringen aus 3 Metern sicherte er sich vor dem Briten Laugher und dem deutschen Athleten Patrick Hausding Gold.
Bei den 2021 ausgetragenen Olympischen Spielen in Tokio gewann Cao die Goldmedaille im Einzel und die Silbermedaille im Synchronspringen vom Turm. 
Bei den Olympischen Spielen 2024 in Paris wiederholte er den Gewinn der Goldmedaille im Einzel vom Turm.